# Ostatni i pierwsi ludzie
Ostatni i pierwsi ludzie (tyt. oryg. Last and First Men: A Story of the Near and Far Future) – powieść science fiction brytyjskiego autora Olafa Stapledona, wydana w 1930 roku. Dzieło bezprecedensowe w skali świata, autor opisuje historię ludzkości w okresie dwóch miliardów lat, w którym to pierwszym są Pierwsi Ludzie (czyli nasz własny gatunek), a także siedemnaście innych gatunków człowieka, które na zmianę rozwijają się i degenerują. W przedmowie autora do tej powieści pojawiła się teza, według której fantastyka naukowa jest czymś zbliżonym do mitu. 
W polskim przekładzie fragment powieści ukazał się w antologii Droga do science fiction, a całość w 2020 roku nakładem Wydawnictwa Stalker Books.

## Fabuła
Kontrowersyjna cześć książki ukazuje Piątych Ludzi w przyszłości, którzy uciekają z umierającej Ziemi i osiedlają się na Wenus, tam w procesie eksterminacji mieszkańców (inteligentnego gatunku morskiego) przejmują władzę nad planetą. Przez niektórych jest ona interpretowana jako akceptacja ludobójstwa jako uzasadniony i niezbędny akt do przetrwania ludzkości. Jednak wielu stronników Stapledona twierdzi, że jego intencje były inne. Miał on zamiar pokazać, że mimo postępu społecznego i technicznego w przyszłości człowiek nadal będzie zdolny do brutalności.

## Gatunki człowieka
- Żyjące na Ziemi
  - Pierwsi Ludzie (rozdział 1 - 6): nasz własny gatunek.
  - Drudzy Ludzie (rozdział 7 - 9)
  - Trzeci Ludzie (rozdział 10)
  - Czwarci Ludzie (rozdział 11)
  - Piąci Ludzie (rozdział 11 - 12)
- Żyjące na Wenus
  - Szóści Ludzie (rozdział 13)
  - Siódmi Ludzie
  - Ósmi Ludzie
- Żyjące na Neptunie
  - Dziewiąci Ludzie (rozdział 14)
  - Ludzie od dziesiątego do siedemnastego gatunku
  - Osiemnaści Ludzie (rozdział 15 – 16): najbardziej zaawansowani ze wszystkich ludzi.

### Istoty człekokształtne
- Pawianokształtny człowiek (rozdział 7)
- Fokokształtny człowiek (rozdział 13)